# Axel Rauschenbach

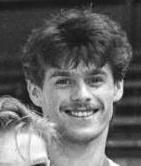
Axel Rauschenbach (1990)

Axel Rauschenbach (* 14. Juli 1967 in Dresden) ist ein ehemaliger deutscher Eiskunstläufer.

## Biografie

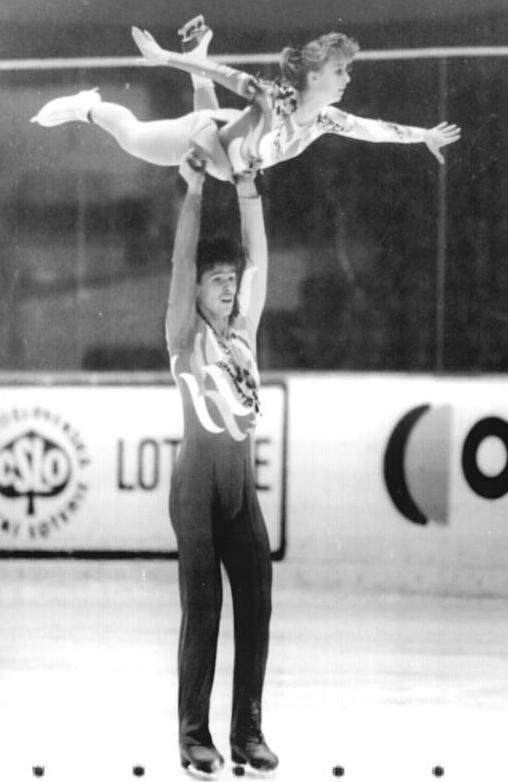
Axel Rauschenbach mit Mandy Wötzel, 1988

Zum Eiskunstlaufen kam Axel Rauschenbach durch das Auswahlverfahren in der DDR. Er begann im Alter von vier Jahren mit dem Eislaufen beim SC Einheit Dresden als Einzelläufer. Im Alter von 13 Jahren setzte er als Paarläufer seine sportliche Laufbahn fort.
Im Jahre 1985 wechselte Rauschenbach zum EV Chemnitz und startete zunächst mit Mandy Wötzel. Mit ihr wurde er 1989 Vizeeuropameister im Paarlauf. Das Paar wurde von Monika Scheibe trainiert. Nach einem schweren Trainingsunfall 1989 kurz vor der Abreise zu den Weltmeisterschaften in Paris lag Mandy Wötzel kurzzeitig im Koma. Nach den Olympischen Winterspielen in Albertville 1992 trennte sich das Paar; Rauschenbachs neue Partnerin wurde Anuschka Gläser. Mit ihr wurde er 1994 ebenfalls Deutscher Meister im Paarlauf und startete im gleichen Jahr bei den Olympischen Winterspielen in Lillehammer. Das Paar wurde ebenfalls von Monika Scheibe trainiert. Im Anschluss an ihre Amateurkarriere 1994 trat das Paar Gläser/Rauschenbach bis 1996 bei Eisshows auf.
Axel Rauschenbach ist gelernter Bankkaufmann und war von 2004 bis 2007 Filialleiter in Sachsen. Im Herbst 2007 begann er ein Studium an der TU Chemnitz im Studiengang Automobilproduktion und schloss diesen im Jahr 2011 mit dem Master of Science ab, um fortan bei seinem Vater als Patentanwalt zu arbeiten. Hier absolvierte er als Patentanwaltskandidat seine juristische Ausbildung auf dem Gebiet des gewerblichen Rechtsschutzes. Seit Juli 2015 ist Axel Rauschenbach zugelassener Patentanwalt und European Trademark and Design Attorney.
Aus seiner früheren Ehe mit Anett Pötzsch ist eine Tochter hervorgegangen.

## Erfolge/Ergebnisse (wenn nicht anders angegeben, mit Mandy Wötzel)

### Olympische Winterspiele
- 1992 – 8. Rang
- 1994 – 13. Rang mit Anuschka Gläser

### Weltmeisterschaften
- 1988 – 8. Rang
- 1989 – nicht teilgenommen
- 1990 – 7. Rang
- 1994 – 14. Rang mit Anuschka Gläser

### Europameisterschaften
- 1988 – 5. Rang
- 1989 – 2. Rang
- 1990 – nicht teilgenommen
- 1991 – 5. Rang
- 1994 – 10. Rang mit Anuschka Gläser

### DDR-Meisterschaften
- 1988 – 2. Rang
- 1989 – 1. Rang
- 1990 – 1. Rang

### Deutsche Meisterschaften
- 1991 – 1. Rang
- 1992 – 2. Rang
- 1994 – 1. Rang mit Anuschka Gläser